# Уваров Олександр Вікторович
Олександр Вікторович Уваров (рос. Александр Викторович Уваров, нар. 13 січня 1960, Орєхово-Зуєво, Московська область) — радянський і російський футболіст, воротар, тренер, майстер спорту СРСР (1985).
Виступав, зокрема, за клуби «Динамо» (Москва) та «Маккабі» (Тель-Авів), а також національну збірну СРСР.

## Клубна кар'єра

### «Динамо» (Москва)
Народився 13 січня 1960 року в місті Орєхово-Зуєво, Московська область. Вихованець груп підготовки при орєхово-зуєвській команді «Знамя Труда» та московській СДЮШОР «Динамо». Закінчив Орєхово-Зуєвський текстильний технікум за спеціальністю технік теплотехнічного обладнання промислових підприємств, де його викладачем був Василь Чавкін — колишній гравець клубу «Знамя Труда».
У 1981 році Уваров був запрошений до основної команди «Динамо». 12 серпня 1981 року, у домашній грі проти ленінградського «Зеніту», вийшов на заміну Миколі Гонтарю на 76-й хвилині. Команда програвала з рахунком 0:2, до кінця гри результат не змінився. У 1982 році головний тренер «Динамо» В'ячеслав Соловйов вже більше довіряв Уварову — 1-а гра в сезоні для нього припала на 2-й тур, і знову це був матч проти «Зеніту», і знову результат був 0:2. Загалом у сезоні провів 15 ігор, пропустив 23 м'ячі.
У 1983—1987 роках йому довіряли менше — проводив за сезон не більше 10 матчів.
Першим воротарем «Динамо» став лише 1990 року, того ж року викликаний до збірної СРСР і поїхав на чемпіонат світу 1990 року.

### «Маккабі» (Тель-Авів)
B 1991 року на нього вийшло керівництво ізраїльського клубу «Маккабі» (Тель-Авів). Спочатку Уваров відмовлявся від пропозицій, але після особистого приїзду до Москви тренера «Маккабі» Авраама Гранта та розмови з Миколою Толстих, з якої він зрозумів, що в «Динамо» та збірній на нього особливо не розраховують, вирішив їхати до Ізраїлю. У «Маккабі» вирушив разом з екс-гравцем «Торпедо» Олександром Полукаровим. У новій команді їх зустріли тепло та дали зрозуміти, що на них повністю розраховують. Контракт було підписано на 10 місяців.
Дебют за нову команду у чемпіонаті припав на 1 тур, на домашню гру з «Бейтаром» з Єрусалиму, що відбулася 14 вересня 1991 року. Гра складалася вдало, «Маккабі» вів 2:0, проте з 86-ї хвилини все змінилося — «Бейтар» забив 3 м'ячі поспіль, а Полукаров був вилучений з поля. Декілька турів Уваров також грав невпевнено — у чотирьох наступних матчах він пропустив 9 м'ячів. Проте надалі гра у воротаря налагодилася, знайшлося порозуміння з партнерами, і «Маккабі» став стабільно перемагати у чемпіонаті. Зрештою, за 4 тури до кінця чемпіонату клуб забезпечив собі чемпіонський титул. Крім того, був шанс зробити дубль — «Маккабі» вийшов у фінал Кубка Ізраїлю. Проте у фіналі «Маккабі» поступився у додатковий час «Хапоелю» з Петах-Тікви 1:3. Тим не менш, за підсумками сезону визнаний найкращим легіонером чемпіонату.
Перед сезоном 1992/93 клуб переуклав контракт з Уваровим, на його прохання залишили в команді і Полукарова. Договір було укладено на 3 роки. У сезоні 92/93 «Маккабі» дебютував у єврокубках, де провів 4 гри. У домашньому чемпіонаті захистити чемпіонський титул не вдалося — «Маккабі» поступився єрусалимському «Бейтару», посівши 2-е місце. У наступному сезоні «Маккабі» також залишився на 2-му місці, проте зумів взяти Кубок Ізраїлю.
У сезоні 1994/95 клуб не залишив шансів своїм суперникам, і Уваров вдруге став чемпіоном Ізраїлю. Команда повторила це досягнення і наступного сезону. Уваров того року не пропустив жодної гри клубу і був визнаний найкращим футболістом ізраїльського чемпіонату.
У команді росіянин грав ще 4 сезони. Останню гру провів 13 травня 2000 проти єрусалимського «Бейтара».

## Виступи за збірну
1990 року дебютував в офіційних матчах у складі національної збірної СРСР.
У складі збірної був учасником чемпіонату світу 1990 року в Італії. Після програшу збірної СРСР першого матчу на чемпіонаті 0:2 збірній Румунії, де основним воротарем був Рінат Дасаєв, Уваров провів два наступні матчі групового турніру з Аргентиною (0:2) і Камеруном (4:0). Після «мундіалю» став одним із основних воротарів збірної СРСР, поки грав на батьківщині.
Під час чемпіонату Європи 1992 року Уваров не був включений до заявки збірної СНД: тоді заявка збірних команд могла включати лише 20 футболістів, що передбачало присутність у ній лише двох воротарів — у збірній цими двома воротарами стали Дмитро Харін та Станіслав Черчесов. Проте Уваров мав офіційний статус резервного воротаря.
Загалом протягом кар'єри в національній команді, яка тривала 2 роки, провів у її формі 11 матчів, пропустивши 8 голів.

## Тренерська кар'єри
Після закінчення ігрової кар'єри працював тренером воротарів «Маккабі» та збірної Ізраїлю з футболу. У 2003 році отримав ізраїльське громадянство. Перед Днем Незалежності в 2004 році відмовився входити до числа видатних спортсменів, яким була честь запалити святковий сигнальний вогонь, через зауваження колишньої дзюдоїстки Яель Арад (яка завоювала першу в історії країни олімпійську медаль), що натякала на російське походження Уварова. У 2018 році пішов з посади тренера воротарів та очолив молодіжну команду «Маккабі».

## Досягнення
- Володар Кубка СРСР : 1984
- Чемпіон Ізраїлю (3) : 1991/92, 1994/95, 1995/96
- Володар Кубка Ізраїлю (2) : 1993/94, 1995/96
- Найкращий футболіст Ізраїлю: 1996

## Статистика виступів

### Статистика клубних виступів
| Сезон   | Команда               | Чемпіонат    | Чемпіонат | Чемпіонат |
| Сезон   | Команда               | Ліга         | Ігор      | Голів     |
| ------- | --------------------- | ------------ | --------- | --------- |
| 1978    | «Динамо» (Москва)     | Вища ліга    | -         | -         |
| 1979    | «Динамо» (Москва)     | Вища ліга    | -         | -         |
| 1980    | «Динамо» (Москва)     | Вища ліга    | -         | -         |
| 1981    | «Динамо» (Москва)     | Вища ліга    | 1         | -         |
| 1982    | «Динамо» (Москва)     | Вища ліга    | 15        | -23       |
| 1983    | «Динамо» (Москва)     | Вища ліга    | 3         | -2        |
| 1984    | «Динамо» (Москва)     | Вища ліга    | 6         | -8        |
| 1985    | «Динамо» (Москва)     | Вища ліга    | 8         | -15       |
| 1986    | «Динамо» (Москва)     | Вища ліга    | 1         | -         |
| 1987    | «Динамо» (Москва)     | Вища ліга    | 9         | -9        |
| 1988    | «Динамо» (Москва)     | Вища ліга    | 11        | -11       |
| 1989    | «Динамо» (Москва)     | Вища ліга    | 10        | -10       |
| 1990    | «Динамо» (Москва)     | Вища ліга    | 20        | -16       |
| 1991    | «Динамо» (Москва)     | Вища ліга    | 21        | -24       |
| 1991–92 | «Маккабі» (Тель-Авів) | Прем'єр-ліга | -         | -         |
| 1992–93 | «Маккабі» (Тель-Авів) | Прем'єр-ліга | -         | -         |
| 1993–94 | «Маккабі» (Тель-Авів) | Прем'єр-ліга | -         | -         |
| 1994–95 | «Маккабі» (Тель-Авів) | Прем'єр-ліга | -         | -         |
| 1995–96 | «Маккабі» (Тель-Авів) | Прем'єр-ліга | -         | -         |
| 1996–97 | «Маккабі» (Тель-Авів) | Прем'єр-ліга | -         | -         |
| 1997–98 | «Маккабі» (Тель-Авів) | Прем'єр-ліга | -         | -         |
| 1998–99 | «Маккабі» (Тель-Авів) | Прем'єр-ліга | 23        | -17       |
| 1999–00 | «Маккабі» (Тель-Авів) | Прем'єр-ліга | -         | -         |

### Статистика виступів за збірну
| Дата       | Місто              | Господарі | Результат | Гості    | Турнір             | Голи | Примітки |
| ---------- | ------------------ | --------- | --------- | -------- | ------------------ | ---- | -------- |
| 25-4-1990  | Дублін             | Ірландія  | 1 – 1     | СРСР     | товариський матч   | -1   | ЖК       |
| 13-6-1990  | Неаполь            | Аргентина | 2 – 0     | СРСР     | ЧС 1990 - 1-й етап | -2   |          |
| 18-6-1990  | Барі               | Камерун   | 0 – 4     | СРСР     | ЧС 1990 - 1-й етап | -    |          |
| 12-9-1990  | Москва             | СРСР      | 2 – 0     | Норвегія | Відбір до ЧЄ 1992  | -    |          |
| 3-11-1990  | Рим                | Італія    | 0 – 0     | СРСР     | Відбір до ЧЄ 1992  | -    |          |
| 21-11-1990 | Порт-оф-Спейн      | США       | 0 – 0     | СРСР     | товариський матч   | -    |          |
| 6-2-1991   | Глазго             | Шотландія | 0 – 1     | СРСР     | товариський матч   | -    |          |
| 27-3-1991  | Франкфурт-на-Майні | Німеччина | 2 – 1     | СРСР     | товариський матч   | -2   |          |
| 17-4-1991  | Будапешт           | Угорщина  | 0 – 1     | СРСР     | Відбір до ЧЄ 1992  | -    |          |
| 21-5-1991  | Лондон             | Англія    | 3 – 1     | СРСР     | товариський матч   | -3   |          |
| 29-5-1991  | Москва             | СРСР      | 4 – 0     | Кіпр     | Відбір до ЧЄ 1992  | -    |          |
| Усього     |                    | Матчів    | 11        |          | Голів              | -8   |          |

## Особисте життя
Живе з сім'єю у місті Рішон-ле-Ціоні. Дружина Любов, дочка Олеся (служила у ВПС Ізраїлю, очолює службу огляду при вильоті з аеропорту Бен-Гуріон), син Євген, займався у футбольній школі «Маккабі». Хрещеним батьком Євгена був друг Уварова Андрій Баль.